# Подволок (Пермский край)
Подволок — деревня в Оханском городском округе Пермского края России.

## Географическое положение
Деревня расположена на расстоянии примерно 8 километров по прямой на юг от села Таборы.

## История
Деревня известна с 1763 года как деревня Подволошная. С 2006 по 2018 год входила в состав Таборского сельского поселения Оханского района. После упразднения обоих муниципальных образований стала рядовым населённым пунктом Оханского городского округа.

## Климат
Климат умеренно континентальный. Наиболее тёплым месяцем является июль, средняя максимальная температура которого 24,8 °C, а самым холодным январь со среднемесячной температурой — −17,3 °C. Среднегодовая температура 2,1 °C.

## Население
Постоянное население составляло 32 человек (91 % русские) в 2002 году, 20 человек в 2010 году.